# جان كامبو
جان كامبو هو سياسي كندي، ولد في 6 يوليو 1931 في مونتريال في كندا. نشط حزبياً في الحزب الكيبيكي. وقد انتخب وزير المالية ‏ (26 سبتمبر 1994 – 3 نوفمبر 1995) وانتخب عضو الجمعية الوطنية في كيبك ‏.